# Toulouse sous les Mérovingiens et les Carolingiens
L'histoire de Toulouse sous les Mérovingiens et les Carolingiens est une des périodes les plus mal connues de la ville. À la suite de la conquête de l'Aquitaine et de Toulouse par les Francs de Clovis, Toulouse perd son statut de capitale du royaume wisigoth, et durant la période mérovingienne son rôle se réduit, en même temps que sa population. Au cours du VIIIe siècle, sa position stratégique face aux territoires sous la domination du califat omeyyade, puis abbasside, lui rend une certaine importance : à la bataille de Toulouse, où le duc aquitain Eudes en 721, succèdent les opérations militaires menées par les rois et les empereurs carolingiens en Septimanie, puis au-delà des Pyrénées. Ainsi, la ville devient la tête d'un important comté et, au cours du IXe siècle, s'y implante durablement une puissante dynastie comtale, les Raimondins.

## La conquête franque

### La conquête de l'Aquitaine

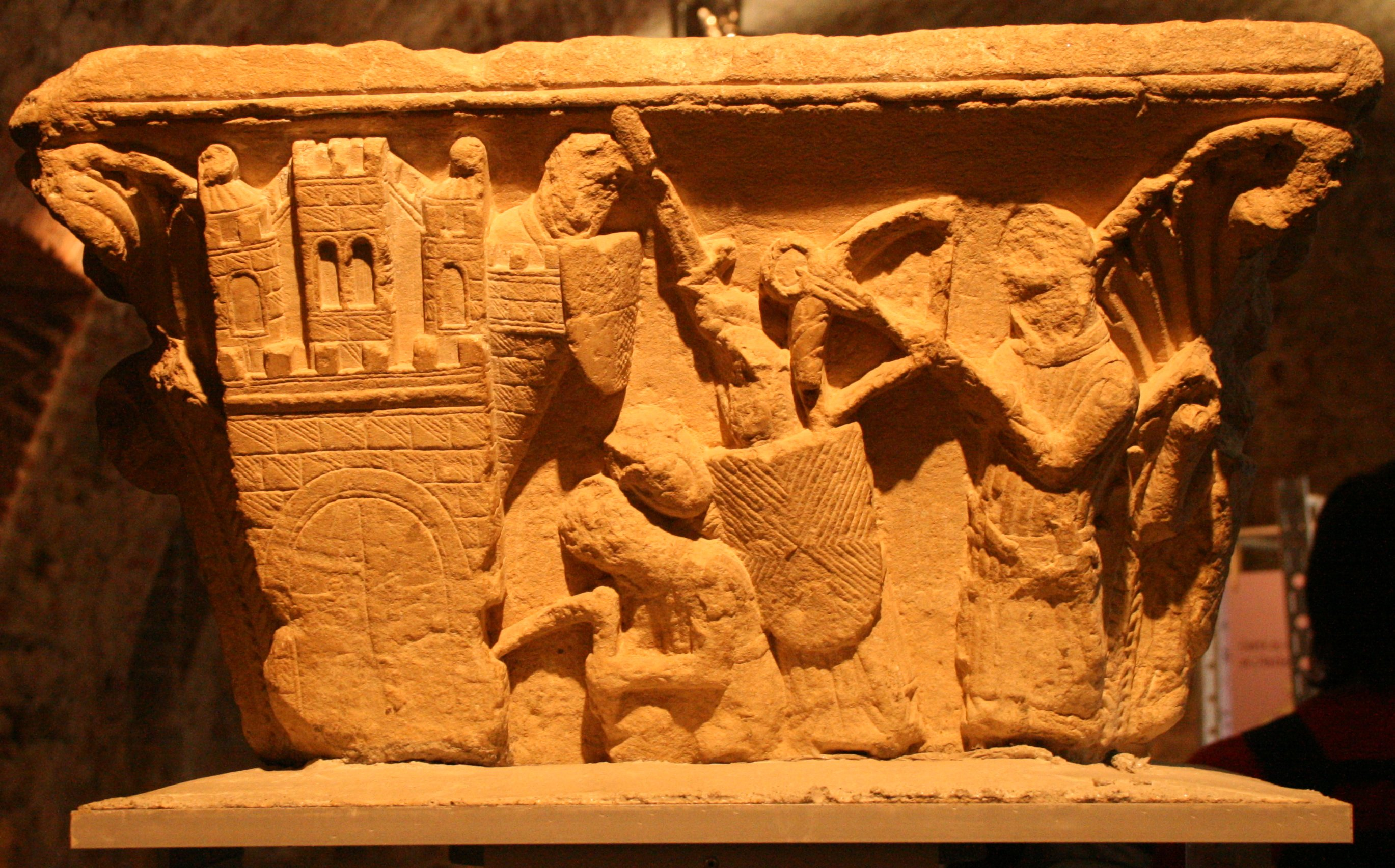
La prise de Toulouse par les Francs, chapiteau de l'église abbatiale Saint-Volusien (milieu du XIIe siècle, musée du château de Foix).

En 507, à la bataille de Vouillé, les Wisigoths sont vaincus par les Francs. En 508, après la prise de Bordeaux, une armée de Francs et de Burgondes se dirige sur la capitale wisigothique, Toulouse. La ville est prise et incendiée : c'est à cette occasion que Volusien, ancien évêque de Tours, aurait selon sa Vita rédigée à la fin du XIe siècle, été sorti de la prison où l'aurait jeté le roi Alaric II, mené à Pamiers et exécuté,. Toulouse devient malgré tout la pointe avancée de l'influence franque dans le Midi. Dans les années suivantes, les conquêtes franques s'étendent à la Novempopulanie à l'ouest, au Quercy, à l'Albigeois et au Rouergue au nord, et au Lauragais à l'est. Seule la Septimanie reste aux mains des Wisigoths, dont la capitale est déplacée à Barcelone, puis à Tolède.
En 511, à la mort de Clovis, le royaume franc est partagé entre ses fils.
Le pouvoir franc s'appuie en particulier sur les évêques, administrateurs de la ville et du diocèse. Au VIIe siècle, les évêques de Toulouse ils semblent être issus de l'aristocratie franque : ainsi, Magnulf en 585, Willigisile en 614 et Érembert en 657 portent-ils des noms francs. À la fin du siècle, Germier, en revanche, appartiendrait à la noblesse locale, aquitaine et de culture latine.
À la fin du VIe siècle, la survivance de la culture latine peut se voir dans l'existence supposée d'un cercle de grammairiens et de poètes latins, autour d'un certain Virgile.
Entre les VIe et VIIIe siècles, l'aristocratie locale manifeste d'ailleurs son particularisme. En 584, elle apporte son soutien à Gondovald, prince mérovingien qui se soulève et se fait couronner roi d'Aquitaine : ainsi, l'année suivante, alors que l'évêque Magnulf, d'origine franque, lui ferme les portes de la ville, le duc d'Aquitaine, Didier, lui-même d'origine aquitaine, les fait ouvrir par la force, expulse Magnulf de la ville et laisse ses troupes piller le monastère de la Daurade où, depuis septembre 584, est réfugiée Rigonthe, une princesse mérovingienne, fille du roi Chilpéric assassiné. Mais la reconquête de la ville par les forces franques est l'occasion d'importantes représailles contre les partisans du duc d'Aquitaine.
Au cours du VIIIe siècle, les tensions s'accroissent entre l'aristocratie aquitaine et le pouvoir franc. Cet état de conflit peut se voir dans l'aménagement de défenses nouvelles à Toulouse, particulièrement au nord de la cité, autour de l'église Saint-Sernin, entourée d'un large et profond fossé. Mais l'effacement progressif de la ville comme centre intellectuel est aussi la marque des difficultés que connaît l'Aquitaine.

## Les évolutions du paysage urbain
La ville conserve en partie son patrimoine monumental romain. La puissante muraille, percée de trois portes, continue à être entretenue. Le pont-aqueduc est toujours en place, mais il n'est pas certain que le réseau d'adduction d'eau soit toujours efficient. En revanche, d'autres monuments romains disparaissent entre les VIe et VIIIe siècles : le théâtre, les thermes, ainsi que, à l'extérieur de la ville, l'amphithéâtre de Purpan et le complexe cultuel d'Ancely. L'église de la Daurade, probable chapelle palatine des rois wisigoths, subsiste : c'est probablement sur l'impulsion des chefs francs qu'elle reçoit sa dédicace à Sainte-Marie. Au cœur de la ville, sur la place de l'ancien forum, progressivement transformé au cours de la période wisigothique, c'est sur le podium de l'ancien temple capitolin que, vers 560-570, le duc franc Launebode et son épouse Berethrude font construire une église, en commémoration du martyre de Saturnin. À l'est de la ville, le groupe cathédral se développe autour de deux églises : l'église Saint-Jacques et l'église Saint-Étienne. Peut-être existait-il, entre les deux, un troisième sanctuaire, dévolu au baptême.
De nouvelles églises sont construites, telles que l'église Saint-Rémi (emplacement à l'angle des rues Saint-Rémésy et Saint-Jean), qui est fondée à la fin du VIIe siècle, peut-être par l'évêque Germier, et l'église Saint-Quentin, près de la Porterie. C'est peut-être également durant cette période qu'est construite la première église Saint-Sauveur, à l'est des remparts et hors de la ville (emplacement de la Halle aux grains, no 1 place Dominique-Martin-Dupuy). Au nord-ouest de la ville, à l'extérieur des remparts, l'église Saint-Pierre-des-Cuisines est également transformée au VIIe siècle et voit son rôle funéraire s'affirmer : elle abrite alors les sarcophages, qui montrent la présence de nombreuses sépultures aristocratiques.
Surtout, au nord de la ville, l'église Saint-Sernin connaît un grand développement. Elle est déjà le but d'un important pèlerinage. La diffusion d'une littérature pieuse, qui fait de Saturnin un disciple de l'apôtre Pierre et un des premiers évangélisateurs de la Gaule, renforce le prestige du sanctuaire. Celui-ci conserve d'ailleurs aussi les reliques de deux autres évêques toulousains, Silve et Exupère. Autour de l'église, les inhumations sont également nombreuses, répondant au désir des fidèles d'être enterrés au plus près des saints – ad sanctos.

## La présence franque dans le Toulousain
Dès le début du VIe siècle, les implantations franques dans la région toulousaine sont nombreuses : on les trouve de la moyenne vallée de la Garonne, à la confluence du Tarn, jusqu'au seuil de Naurouze, à la limite de la Septimanie wisigothique. Elles sont particulièrement attestées par la toponymie et par la présence de cimetière francs. Ainsi, plusieurs tombes ont livré du mobilier franc à Lacroix-Falgarde, Venerque et L'Isle-Jourdain où se trouvait un important poste de contrôle sur la via Aquitania.